# سياوله شيخ نجم
قرية سياوله شيخ نجم (بالكردية: سیاوڵەی شێخ نەجم)‏ هي إحدى قرى ناحية قورة تو في قضاء خانقين ضمن الحدود الإدارية لمحافظة السليمانية لأنها ضمن مناطق إدارة كرميان في إقليم كردستان العراق.